# George Amick
George Reggie Amick Jr, detto Little George (Vernonia, 24 ottobre 1924 – Daytona Beach, 4 aprile 1959), è stato un pilota automobilistico statunitense, deceduto in un incidente durante lo svolgimento di una gara sul Daytona International Speedway.
Tra il 1950 e il 1960 la 500 Miglia di Indianapolis faceva parte del Campionato Mondiale, per questo motivo Amick ha all'attivo anche un Gran Premio ed un secondo posto in Formula 1.
Amick riposa nel cimitero Crown Hill ad Indianapolis, Indiana.

## Risultati in Formula 1
| 1957 | Scuderia            | Vettura    |  |  |    |  |  |  |  |  |  |  |  | Punti | Pos. |
| ---- | ------------------- | ---------- |  |  | -- |  |  |  |  |  |  |  |  | ----- | ---- |
| 1957 | Federal Engineering | Snowberger |  |  | NQ |  |  |  |  |  |  |  |  | 0     |      |

| 1958 | Scuderia      | Vettura        |  |  |  |   |  |  |  |  |  |  |  | Punti | Pos. |
| ---- | ------------- | -------------- |  |  |  | - |  |  |  |  |  |  |  | ----- | ---- |
| 1958 | Norman Demler | Demler Special |  |  |  | 2 |  |  |  |  |  |  |  | 6     | 15º  |

| Legenda | 1º posto     | 2º posto | 3º posto    | A punti         | Senza punti/Non class.  | Grassetto – Pole position Corsivo – Giro più veloce |
| Legenda | Squalificato | Ritirato | Non partito | Non qualificato | Solo prove/Terzo pilota | Grassetto – Pole position Corsivo – Giro più veloce |